# Lorenzo Valentini
Pour les articles homonymes, voir Valentini.
Lorenzo Valentini (né le 13 avril 1991 à Rieti) est un athlète italien, spécialiste du 400 m.

## Biographie
Il fait partie du club militaire des Fiamme Gialle.
Lorenzo Valentini remporte la médaille d'or sur relais à Mersin lors des Jeux méditerranéens 2013 et la médaille de bronze lors des Championnats d'Europe espoirs à Tampere.
Le 2 juillet 2014, il porte son record à 46 s 47 à Savone.

## Palmarès
| Date | Compétition         | Lieu   | Résultat | Épreuve   | Temps         |
| ---- | ------------------- | ------ | -------- | --------- | ------------- |
| 2013 | Jeux méditerranéens | Mersin | 1er      | 4 x 400 m | 3 min 04 s 61 |